# Dendropsophus studerae
Dendropsophus studerae é uma espécie de anfíbio da família Hylidae.
É endémica do Brasil.
Os seus habitats naturais são: campos de gramíneas de baixa altitude subtropicais ou tropicais sazonalmente húmidos ou inundados, pântanos, lagos de água doce intermitentes e marismas intermitentes de água doce.